# Ophidion (pez)
Ophidion es un género de peces marinos actinopeterigios, distribuidos de forma amplia por todos los grandes océanos y mares del planeta.

## Especies
Existen 27 especies reconocidas en este género:
- Ophidion antipholus Lea y Robins, 2003
- Ophidion asiro (Jordan y Fowler, 1902)
- Ophidion barbatum Linnaeus, 1758
- Ophidion dromio Lea y Robins, 2003
- Ophidion exul Robins, 1991
- Ophidion fulvum (Hildebrand y Barton, 1949)
- Ophidion galeoides (Gilbert, 1890)
- Ophidion genyopus (Ogilby, 1897)
- Ophidion grayi (Fowler, 1948)
- Ophidion guianense Lea y Robins, 2003
- Ophidion holbrookii Putnam, 1874
- Ophidion imitator Lea, 1997
- Ophidion iris Breder, 1936
- Ophidion josephi Girard, 1858
- Ophidion lagochila (Böhlke & Robins, 1959)
- Ophidion lozanoi Matallanas, 1990
- Ophidion marginatum DeKay, 1842
- Ophidion metoecus Robins, 1991
- Ophidion muraenolepis Günther, 1880
- Ophidion nocomis Robins y Böhlke, 1959
- Ophidion puck Lea y Robins, 2003
- Ophidion robinsi Fahay, 1992
- Ophidion rochei Müller, 1845
- Ophidion saldanhai Matallanas y Brito, 1999
- Ophidion scrippsae (Hubbs, 1916)
- Ophidion selenops Robins y Böhlke, 1959
- Ophidion smithi (Fowler, 1934)